# Iouri Alexeïevitch Dmitriev
Pour les articles homonymes, voir Iouri Dmitriev et Dmitriev.
Youri Alexeïevitch Dmitriev (en russe : Юрий Алексеевич Дмитриев), né le 8 janvier 1956 à Petroskoi en république de Carélie, est un historien et prisonnier d'opinion carélien.

## Recherches
Dmitriev est un chrétien orthodoxe russe.
Depuis le début des années 1990, il s'est efforcé de localiser les sites ou ont été exécutées les victimes de la Grande Terreur de Staline en Carélie et, grâce à un travail de recherche dans les archives, d'identifier le plus grand nombre possible de victimes qui y sont enterrées. En 1997-1998, il a découvert deux grandes fosses communes : fosse commune de Krasny Bor (1 196 victimes) et la fosse commune de Sandarmokh (plus de 9 000 victimes).
Depuis plus de 30 ans, Youri Dmitriev fait des recherches sur les exécutions massives pendant l'Union soviétique de Staline. Entre autres choses, il a découvert l'identité des victimes et réalisé des livres commémoratifs à leur sujet. Son travail est également très apprécié par la communauté internationale, parce que la liste des noms des victimes disparues retrouvées comprend de nombreuses nations différentes, telles que Russes, Finlandais, Caréliens, Oudmourtes, Ukrainiens, Polonais, Allemands et Biélorusses.

## Persécutions politiques
Le 13 décembre 2016, Dmitriev est arrêté et accusé d'avoir créé des images pornographiques de sa fille adoptive, Natasha, qui avait 11 ans à l'époque,.
Dès le début, les collègues de Youri Dmitriev déclarent que les accusations sont sans fondement et motivées par une volonté de discréditer l'historien et son travail. Le procès à huis clos attire l'attention et les critiques nationales et internationales.
Le 26 décembre 2017, une deuxième évaluation, par un organisme mandaté par le tribunal, des photographies de sa fille adoptive conclut qu'elles ne contiennent aucun élément de pornographie et ont été prises, comme l'a insisté l'accusé, pour surveiller la santé d'un enfant malade.
Le 5 avril 2018, Youri Dmitriev est acquitté de toutes les infractions mineures sauf une. Deux mois plus tard, il est arrêté et à nouveau jugé. Condamné à une courte peine à l'issue de son deuxième procès en juillet 2020, le verdict est annulé par la Haute Cour de Carélie et les charges renvoyées pour un troisième examen judiciaire sans précédent. Youri Dmitriev et son avocat Victor Anoufriev se pourvoient en appel devant les tribunaux de Petrozavodsk, Saint-Pétersbourg et Moscou. En octobre 2021, l'affaire parvient finalement à la Cour suprême de la fédération de Russie. Mais le 27 décembre 2021, sa peine est portée à 15 ans.

## Postérité
En 2023 sort le film L'Affaire Dmitriev (en anglais : The Dmitriev Affair), réalisé par Jessica Gorter. Il retrace le parcours de Youri Dmitriev, ses découvertes et les persécutions de l'État russe qui l'ont visées.

## Publications
- Youri Dmitriev, Contre Iouri Dmitriev, les bourreaux défendent les bourreaux, 1999 (lire en ligne)

- (ru) Youri Dmitriev, Место расстрела Сандармох [« Sandarmokh, un lieu d'exécution »], Petrozavodsk, Bars Publishers,‎ 1999, 352 p. (ISBN 5-859-14062-2)[12]

- (ru) Youri Dmitriev, Bor, krasnoj ot prolitoj krovi [« La forêt, rouge de sang versé »], Petrozavodsk, 2000, 214 p. (lire en ligne)

- (ru) Youri Dmitriev, Ivan Chukhin, Поминальные списки Карелии, 1937–1938: Уничтоженная Карелия, часть 2. Большой террор,‎ 2002 (lire en ligne)

- (ru) Youri Dmitriev, Беломорско-Балтийский водный путь (от замыслов до воплощения) [« Le canal mer Blanche-Baltique, du projet à la réalisation : un recueil de documents »], Petrozavodsk,‎ 2003, 250 p. (lire en ligne)

- (ru) Youri Dmitriev, Место памяти Сандармох. Петрозаводск [« Sandarmokh, un lieu de mémoire »], А. Я. Разумов,‎ 2019, 520 p.

- (ru) Youri Dmitriev, Derniers mots, allocution de Yury Dmitriev devant le tribunal, 8 juillet 2020, 2020 -[13]